# Машиностроительный завод имени С. М. Кирова (Алма-Ата)
АО «Машиностроительный завод имени С. М. Кирова» — крупный машиностроительный завод в Алма-Ате (п/я № 3868). Построен в 1942 году на базе эвакуированного из-под Махачкалы завода № 182 (ныне завод «Дагдизель»), незадолго до этого объединившегося с токмакским заводом имени С. М. Кирова № 175. В советское время был одним из ведущих дизелестроительных и торпедостроительных заводов СССР. В настоящее время входит в состав национальной компании «Kazakhstan Engineering» (Казахстан Инжиниринг), созданной в 2003 году.
Является единственным производителем торпед с тепловыми двигательными установками на территории СНГ, выпускал, в частности 650-мм торпеды типов 65-73 и 65-76. При взаимодействии с рядом предприятий бывшего СССР, такими как ЦНИИ «Гидроприбор», НПО «Регион», ЦНИИ «Мортеплотехника», ЦНИИ им. Крылова, был освоен выпуск морских торпед более 20 типов и модификаций. Также ведется выпуск судового гидравлического оборудования и оборудования для нефтегазовой и горнодобывающей отраслей, литья.
Адрес: Республика Казахстан, 050000, г. Алма-Ата, ул. Макатаева, 127.

## История
В период Второй мировой войны торпедостроительный завод № 182 в дагестанском посёлке Двигательстрой был объединён с эвакуированным из прифронтовой полосы заводом имени Кирова из украинского Токмака. Однако уже через год, в середине лета 1942 года, Махачкала также оказалась в прифронтовой полосе, и завод вновь был вынужден эвакуироваться в Алма-Ату (частично также в Петропавловск):
На новом месте в Алма-Ате всё пришлось начинать с нуля. Прибывшее оборудование временно разместили в подвалах табачной фабрики, в кинотеатре. Начали со строительства цехов. Станки и оборудование монтировали одновременно с возведением стен. К изготовлению торпед приступили задолго до установки перекрытий и крыш. Даже электроэнергией себя обеспечивать пришлось самим. На ближайшей речке построили каскад электростанций. Турбины спроектировали и построили сами.
Тем не менее, к 1943 году производство было запущено, и алма-атинский завод приступил к выпуску торпед 53-38У и 53-39.
Со временем на заводе была создана уникальная производственная база по выпуску сложной машиностроительной продукции — торпед с тепловыми двигательными установками. Производство создавалось по замкнутому технологическому циклу и включало все виды производства — от литья до механической обработки и сборки.
Помимо изготовления торпед, заводом было освоено производство изделий судовой гидравлики и автоматики, которая используется практически на всех надводных и подводных объектах.
Здание заводоуправления по улице Макатаева (ранее носила имя микробиолога Луи Пастера) имеет приставной четырёхколонный портик. Трёхчетвертные колонны имеют развитую базу. Проёмы первых двух этажей между колоннами объединены неглубокой нишей, края которой образуют пилястры с упрощенной четырехчастной капителью, а верх – полуциркульную арку. Над окном второго этажа помещен картуш. Входная дверь имеет двухчастный наличник, картуш над ним и сложнопрофильный сандрик. У окна третьего этажа выполнен простой подоконник в виде полочки. Упрощенный антаблемент увенчан гладким парапетом. По оси на кровле помещен восьмиугольный бельведер. Фасадные части вне портика имеют трёхуступчатые пилястры в простенках и парапетные тумбы над ними .

## Современное состояние
В 1990-е годы с прекращением существования Советского Союза и организации Варшавского договора оборонные заказы резко сократились. Завод продолжил осваивать гражданскую продукцию, однако не прекратил и производство торпед и изделий судовой гидравлики. 
В марте 2003 года была создана национальная компания «Kazakhstan Engineering» (Казахстан Инжиниринг), куда вошёл и машиностроительный завод им. С. М. Кирова.
На 2008 год на заводе работало около 1200 человек (в 1960-х гг. примерно 14 тысяч человек). Почти 90 % продукции имеет чисто военное значение либо носит двойное назначение, то есть может использоваться как для нужд оборонных ведомств, так и для гражданских нужд. На машиностроительную продукцию общепромышленного назначения приходится 10 % производимой продукции.
В частности, с 2005 по 2007 год, КБ завода разрабатывает конструкторскую документацию на  модернизацию торпеды 53-65 КЭ с целью повышения её эффективности эксплуатации, надежности и продление срока службы при условии проведения восстановительного ремонта.
Завод занимает территорию в 34 гектара, имеет более 22 цехов, включая металлообрабатывающие, производства для точного литья, лазерной и термической обработки, кузнечно-прессовых работ, гальванических покрытий и др.
С 2008 по 2012 годы на заводе реализуется проект модернизации спец изделий для стран дальнего зарубежья.
С 2012 по 2015 годы (генеральный директор Ускенов К.К., главный инженер Корольков Л.Т., первый зам. ген. дир. Недосекин С.)
К концу 2015 года после проведения руководством оптимизации завод располагает 20 Га территории, лишился 10 цехов, осталось около 200 человек и образовалась задолжность завода около 3,7 млрд.
На начало 2016 года для проведения анализа ситуации на заводе, профильным министерством и управляющей компанией АО «НК «Казахстан инжиниринг» принимаются срочные меры
С 2016 по 2019 гг. под руководством Куренбекова Д.Ж. завод погасил всю задолженность, становится самым успешным заводом в Компании, планово наращивает объемы производства, производит обновление технологического оборудования, ремонт и модернизацию инфраструктуры завода.
С 2019 по 2022 гг. руководством завода производится проработка и подготовка к реализации перспективных Проектов по основной специализации завода (морское подводное ор.).
Так к 2022 году АО "Машиностроительный завод им. С.М. Кирова" стал право-приемником АО "ЗИКСТО" и держателем КД на специзделия МДМ и др. 

## Производимая продукция
(На 2022 г.)
- Модернизация торпед 53-65КЭ
- Модернизация торпед 53-65К
- Модернизация торпед 53-65КЭМ
- Модернизация изд. 2510
- Производство МДМ
- Восстановительный ремонт  53-65К с продлением нового срока службы
- Восстановительный ремонт  53-65КЭ с продлением нового срока службы
- Производство з/ч для среднего ремонта изд. 53-65К (КЭ, КЭМ)
- Агрегаты гидравлических систем
- Гидрораспределители
- Гидрораспределители для гидроинструментов
- Гидроцилиндры
- Пневмонасосы
- Системы гидравлические и насосы
- Комплектующие для нефтегазового комплекса
- Медтехника
- Изделия для горнодобывающей промышленности
- Комплектующие для железнодорожного транспорта
- Элементы судовой гидравлики
- Освоение производства барьеров "антитеррор"
- Производство специальных сетчатых барьеров для ЧС

## Руководители
- С 1942 г. Резчик, Пётр Харитонович — директор завода, Герой Социалистического Труда.
- Генеральный директор Шнурников В.А., главный инженер Бондарев В.В., с 1987 г. В.А. Саулин
- Басенов Гали Тулеувич, главный инженер Волков А.П.
- Ускенов Канат Камзеевич, гл. инженер Корольков Л.Т., первый зам. ген. директора Недосекин С.
- Кошенов Рашит Габдрахманович, гл. инженер Ушаков В.Я.
- Мусабаев Мурат Кожаханович, гл. инженер Ушаков В.Я.
- 2016-2022 гг. генеральный директор Куренбеков Дулат Жанкеулы, первый заместитель генерального директора Волков А.П., главный инженер Сундюков В.В., заместитель генерального директора по экономике и финансам Садыков М.Т.
- С сентября 2022 г. по апрель 2024 г. генеральный директор Ахмет Ислам Боленханулы, заместитель генерального директора по производству Задорожный Н.В., заместитель генерального директора по экономике и финансам Мейрман К.М., заместитель генерального директора по коммерции Жиенбаев С.Н., главный инженер Серикбаев Ж.Т.
- С 2 мая 2024 года генеральный директор Куренбеков Д.Ж., первый заместитель генерального директора Волков А.П., главный инженер Сундюков В.В., заместитель генерального директора по экономике и финансам Садыков М.Т.

## Награды
- Орден Трудового Красного Знамени — «За заслуги в создании и освоении производства специальной техники» (1978)
- Государственная Премия СССР (группе инженерно-технических работников ОКБ завода и техотдела филиала завода) — за разработку, освоение в производстве и серийную поставку на флот образцов спецтехники (1982)

## Известные работники завода
- Булынин, Иван Анисимович (род. 1925) — Герой Социалистического Труда.
- Кашин, Дмитрий Васильевич — слесарь-сборщик, Герой Социалистического Труда.
- Резчик, Пётр Харитонович — директор завода, Герой Социалистического Труда